# Balduin, der Schrecken von St. Tropez
Balduin, der Schrecken von St. Tropez, Aufführungstitel in der DDR Der Gendarm bummelt, ist eine französische Filmkomödie aus dem Jahr 1970 mit Louis de Funès. Der Film wurde am 28. Oktober 1970 in Frankreich erstmals gezeigt. In Deutschland kam er am 10. April 1971 in die Kinos. Ende der 1970er Jahre übernahm der Berliner Filmverleih JUGENDFILM die Auswertungsrechte in der Bundesrepublik Deutschland. Zur Wiederaufführung wurde er in Louis in geheimer Mission umgetitelt, entsprechend dem deutschen Titel des großen Gendarm-Erfolges Louis’ unheimliche Begegnung mit den Außerirdischen.

## Handlung
Gendarm Ludovic Cruchot wird zusammen mit seinen Kollegen wegen nicht ausreichender Motivation vom Ministerium vorzeitig pensioniert und durch jüngere Männer ersetzt. Nach sechs Monaten der Langeweile erhält Cruchot von seinem ehemaligen Vorgesetzten Gerber und seiner Frau Besuch. Wenig später stößt Merlot, ein weiterer Ex-Kollege von Ludovic, dazu und teilt den beiden mit, dass Fougasse, auch Mitglied der Brigade, sein Gedächtnis verloren habe. Gemeinsam mit den verbleibenden zwei Ex-Gendarmen entführen sie den geistig verwirrten Fougasse aus einem Heim, in welchem er sich seit Beginn seiner Amnesie befindet. Heimlich ziehen die sechs Gendarmen ihre Uniformen wieder an, um Fougasses Gedächtnis auf die Sprünge zu helfen, wobei ihnen ihre Nachfolger ständig in die Quere kommen. 
Nach längeren Turbulenzen gesteht Fougasse, sein verlorenes Gedächtnis nur vorgetäuscht zu haben, da es ihm in dem Heim so gut gefallen habe. Nach einer kleinen Schlägerei zu Anfang versöhnen sich die sechs Gendarmen. Der Friede hält aber nur so lange an, bis sie bemerken, dass eine Gruppe von Nudisten ihr Auto gestohlen hat, in dem sich ihre Zivilkleidung befindet. Nachdem sie einen Wagen mit auffälliger Flower-Power-Bemalung inklusive passender Kostümierung gefunden haben, ziehen sie als Blumenkinder getarnt durch die Lande und geraten in ein Hippie-Meeting, wo sie mit Drogen konfrontiert werden. Währenddessen teilt die neue, jüngere Besetzung der Gendarmerie den Frauen von Gerber und Cruchot mit, dass die Ex-Gendarmen zuerst mit Nudisten und später mit Hippies erwischt worden seien, worauf die beiden beschließen, es ihren Männern heimzuzahlen.
Die Brigade ist inzwischen den Hippies entkommen und kämpft sich nun zu Fuß zurück nach St. Tropez. Cruchot und Gerber halten mit dem Fernrohr Ausschau, wobei sie zufällig ihre Frauen mit zwei anderen Männern entdecken, sich jedoch einreden, sich geirrt zu haben. Die Bande beschließt letztlich, sich ihren Nachfolgern auszuliefern. Doch plötzlich erscheint Schwester Clotilde, die die Truppe bereits aus früheren Abenteuern kennt, und nimmt die vermeintlichen Gendarmen mit in ihr Kloster. Dort teilt sie ihnen mit, dass sie Oberin geworden sei, eine Ferienkolonie leite und fünf ihrer Schützlinge verschwunden seien. Da sie nichts von deren Pensionierung weiß, bittet sie die vermeintlichen Polizisten, die fünf aufzusuchen und zur Kolonie zurückzubringen. Doch diese sind gerade dabei, eine Rakete mit gefährlichem Sprengstoff zu bauen, der die gesamte Gegend in die Luft zu jagen droht. Den Gendarmen gelingt es nicht, den Start der „Bombe“ zu verhindern, welche quer durch Saint-Tropez saust und schließlich auf einer Veranstaltung landet, wo sich die Frauen von Cruchot und Gerber in Begleitung von zwei Männern befinden. Wütend über diesen vermeintlichen Ehebruch versucht Cruchot, sich und alle anderen mit Hilfe der Bombe in die Luft zu sprengen, was aber misslingt, da diese durch die Gewalteinwirkung des Gendarmes zerstört wird. Cruchot und Gerber stellen sich letztlich ihren Frauen, und alle Frühpensionierten werden wieder eingestellt. Zudem findet eine Parade statt.

## Kritiken
„Turbulente Louis-de-Funès-Komödie mit einigen hübschen und witzigen Einfällen.“

Robert Chazal schrieb in seiner De-Funès-Biografie, die Verkleidung als Hippie sei „ziemlich überraschend“. – „Das ist aber auch alles.“